# Divisões administrativas fundiárias da Austrália do Sul

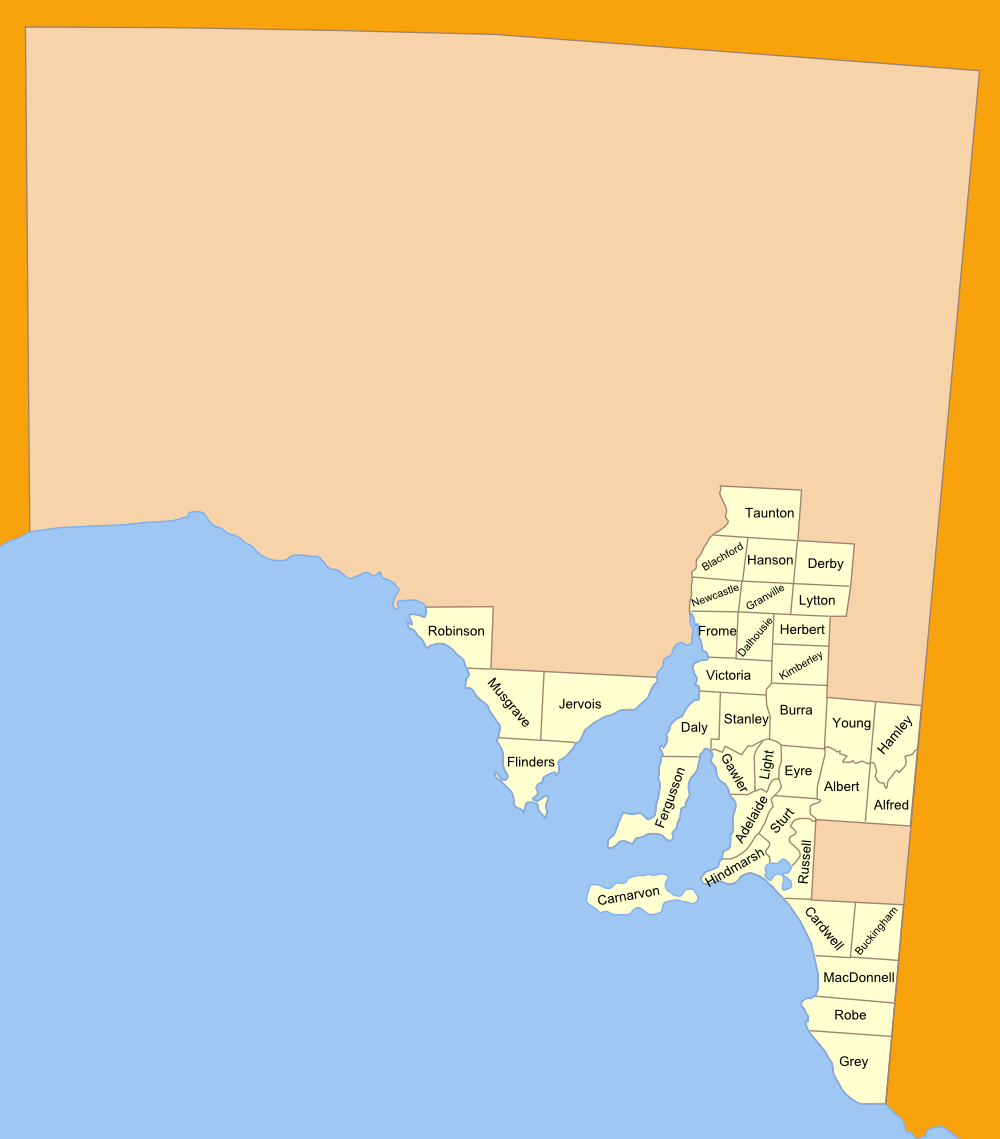
Os 37 condados da Austrália do Sul em 1886; mais 12 foram mais tarde proclamados

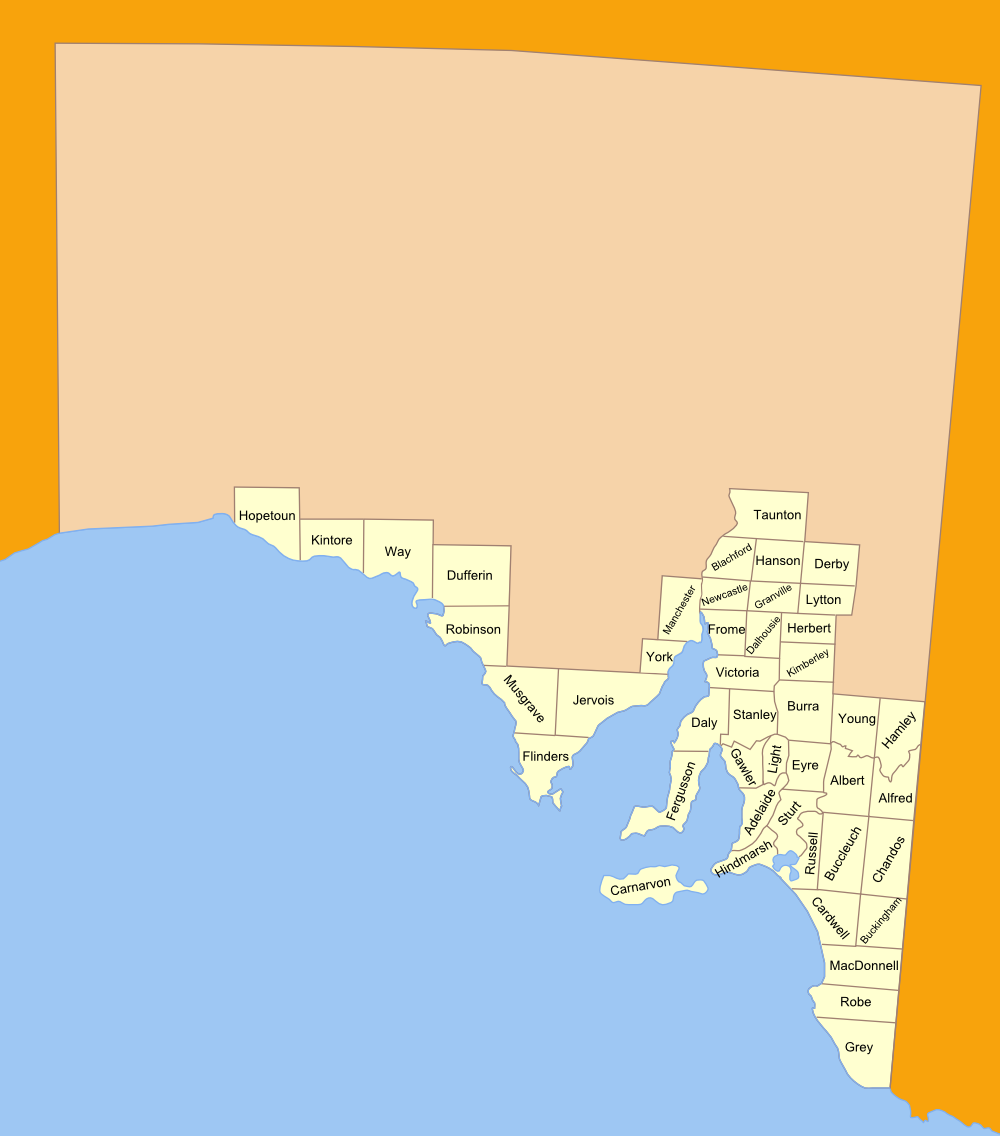
Os 45 condados da Austrália do Sul em 1893; 4 mais viriam a ser proclamados

A Divisões administrativas de terras da Austrália do Sul são as unidades cadastrais de condados, e  hundreds na Austrália do Sul. Estes fazem parte das Divisões administrativas de terras da Austrália. Eles estão localizados na parte sudeste do estado e não cobrem todo o estado. Um total de 540 hundreds foram proclamadas, embora cinco delas tenham sido anuladas em 1870 e, em alguns casos, os nomes foram reutilizados em outros lugares.

Em 1916, durante a Primeira Guerra Mundial, oito dos hundreds com nomes de origem alemã foram propostos para renomear com nomes aborígenes, mas isso não aconteceu. Em vez disso, os oito, e mais dois, foram rebatizados em 1918 com nomes derivados de comandantes aliados ou batalhas. 
Outros três nomes também foram propostos para outras Hundreds (existentes ou conjeturadas) ao longo dos anos. Assim, enquanto 540 hundreds foram proclamadas, e apenas 535 existem hoje, um total de 561 nomes de hundreds estão listados na Austrália do Sul em gazetteer oficial no Placenames Online.
Todos os hundreds da Austrália do Sul têm nomes únicos; portanto, é desnecessário, quando se refere a um hundred, também nomear seu condado. Isso contrasta com as Administração de terra de Nova Gales do Sul, onde uma paróquia o nome pode ser reutilizado em mais de um condado.[carece de fontes?]
Além de único, o Hundred de Murray (1853–1870), que ocupava partes de cinco condados, todos os Hundreds caem completamente em um condado. Isso contrasta com o Administração de terras de Victoria, cujas paróquias em alguns casos se sobrepõem a dois ou mais condados..[carece de fontes?]

## Lista de condados
| Condado                 | Proclamado | Número de Hundreds |
| ----------------------- | ---------- | ------------------ |
| Condado de Adelaide     | 1842       | 11                 |
| Condado de Albert       | 1860       | 13                 |
| Condado de Alfred       | 1869       | 8                  |
| Condado de Blachford    | 1877       | 5                  |
| Condado de Bosanquet    | 1913       | 1                  |
| Condado de Buccleuch    | 1893       | 17                 |
| Condado de Buckingham   | 1869       | 11                 |
| Condado de Burra        | 1851       | 13                 |
| Condado de Buxton       | 1896       | 13                 |
| Condado de Cardwell     | 1864       | 12                 |
| Condado de Carnarvon    | 1874       | 12                 |
| Condado de Chandos      | 1893       | 12                 |
| Condado de Dalhousie    | 1871       | 12                 |
| Condado de Daly         | 1862       | 13                 |
| Condado de Derby        | 1877       | 0                  |
| Condado de Dufferin     | 1889       | 11                 |
| Condado de Eyre         | 1842       | 13                 |
| Condado de Fergusson    | 1869       | 16                 |
| Condado de Flinders     | 1842       | 15                 |
| Condado de Frome        | 1851       | 14                 |
| Condado de Gawler       | 1842       | 8                  |
| Condado de Granville    | 1876       | 7                  |
| Condado de Grey         | 1846       | 21                 |
| Condado de Hamley       | 1869       | 2                  |
| Condado de Hanson       | 1877       | 5                  |
| Condado de Herbert      | 1877       | 6                  |
| Condado de Hindmarsh    | 1842       | 11                 |
| Condado de Hopetoun     | 1892       | 9                  |
| Condado de Hore-Ruthven | 1933       | 0                  |
| Condado de Jervois      | 1878       | 34                 |
| Condado de Kimberley    | 1871       | 6                  |
| Condado de Kintore      | 1890       | 8                  |
| Condado de Le Hunte     | 1908       | 17                 |
| Condado de Light        | 1842       | 9                  |
| Condado de Lytton       | 1877       | 0                  |
| Condado de MacDonnell   | 1857       | 15                 |
| Condado de Manchester   | 1891       | 5                  |
| Condado de Musgrave     | 1876       | 20                 |
| Condado de Newcastle    | 1876       | 9                  |
| Condado de Robe         | 1846       | 18                 |
| Condado de Robinson     | 1883       | 24                 |
| Condado de Russell      | 1842       | 9                  |
| Condado de Stanley      | 1842       | 16                 |
| Condado de Sturt        | 1842       | 10                 |
| Condado de Taunton      | 1877       | 6                  |
| Condado de Victoria     | 1857       | 26                 |
| Condado de Way          | 1889       | 1                  |
| Condado de York         | 1895       | 7                  |
| Condado de Young        | 1860       | 4                  |

1. ↑  Quatro dos hundreds no Condado de Albert (Cooper, Randell, Giles e Morphett) foram anuladas em 1870 em conjunto com a anulação do Hundred de Murray.
2. 1 2 3 4 5 6 7  OHundred de Murray (proclamado em 1853) que ocupava partes de sete condados (Russell, Sturt, Albert, Eyre, Young, Hamley e Alfred), para seguir o rio Murray, foi anulado em 1870. Os números na tabela não incluem este hundred.
3. ↑  Além das 24 hundreds proclamadas no Condado de Robinson, o Hundred de McBeath também foi proclamado, mas aparentemente nunca foi publicado.

## Lista de hundreds
| Hundred                     | Proclamado | Condado                | Notas |
| --------------------------- | ---------- | ---------------------- | --- |
| Hundred de McBeath          | n/a        | Condado de Robinson    | Aparentemente nunca publicou. Ao norte do Hundred de Downer.                                                                 |
| Hundred de Murray           | 1853–1870  | (partes de 5 condados) | Partes dos condados de Albert, Alfred, Hamley, Russell e Young Obsoleto. Ao longo do rio Murray & Lagos Alexandrina & Albert |
| Hundred de Cooper           | 1860–1870  | Condado de Albert      | Obsoleto. Entre Hundred de Paisley e Rio Murray.                                                                             |
| Hundred de Randell          | 1860–1870  | Condado de Albert      | Obsoleto. Entre Hundreds de Cadell e Hay.                                                                                    |
| Hundred de Giles            | 1860–1870  | Condado de Albert      | Obsoleto. Entre Hundreds de Cooper, Ridley e Rio Murray.                                                                     |
| Hundred de Morphett         | 1860–1870  | Condado de Albert      | Obsoleto. Entre Hundreds de Giles, Ridley e Rio Murray.                                                                      |
| Hundred de Perawillia       | n/a        | Condado de Hanson      | 1916 proposta a renomeação do Hundred de Basedow; rejeitado em 1918 por "Hundred de French".                                 |
| Hundred de Poondulta        | n/a        | Condado de Musgrave    | 1916 proposta a renomeação do Hundred de Homburg; rejeitado em 1918 por "Hundred de Haig".                                   |
| Hundred de Mundawora        | n/a        | Condado de Eyre        | 1916 proposta a renomeação do Hundred de Krichauff; rejeitado em 1918 por "Hundred de Beatty".                               |
| Hundred de Wiltowonga North | n/a        | Condado de Eyre        | 1916 proposta a renomeação do Hundred de Norte Rhine; rejeitado em 1918 por "Hundred de Jellicoe".                           |
| Hundred de Pintumba         | n/a        | Condado de Hopetoun    | 1916 proposta a renomeação do Hundred de Scherk; rejeitado em 1918 por "Hundred de Sturdee".                                 |
| Hundred de Koerabko         | n/a        | Condado de Burra       | 1916 proposta a renomeação do Hundred de Schomburgk; rejeitado em 1918 por "Hundred de Maude".                               |
| Hundred de Wiltowonga South | n/a        | Condado de Sturt       | 1916 proposta a renomeação do Hundred de South Rhine; rejeitado em 1918 por "Hundred de Jutland".                            |
| Hundred de Winikeberick     | n/a        | Condado de Chandos     | 1916 proposta a renomeação do Hundred de Von Doussa; rejeitado em 1918 por "Hundred de Allenby".                             |
| Hundred de Baudin           | n/a        | Condado de Carnarvon   | Nome proposto para um hundred na ilha Kangaroo. Nunca usado.                                                                 |
| Hundred de Tassie           | n/a        | Condado de Jervois     | Nome proposto para o que se tornou Hundred de Nicholls.                                                                      |
| Hundred de French           | 1895       | Condado de Hanson      | Renomeado de Hundred de Basedow em 1918                                                                                      |
| Hundred de Haig             | 1885       | Condado de Musgrave    | Renomeado de Hundred de Homburg em 1918                                                                                      |
| Hundred de Beatty           | 1883       | Condado de Eyre        | Renomeado de Hundred de Krichauff em 1918                                                                                    |
| Hundred de Jellicoe         | 1851       | Condado de Eyre        | Renomeado de Hundred de North Rhine em 1918                                                                                  |
| Hundred de Cannawigara      | 1909       | Condado de Buckingham  | Renomeado de Hundred de Paech em 1918                                                                                        |
| Hundred de Geegeela         | 1907       | Condado de MacDonnell  | Renomeado de Hundred de Pflaum em 1918                                                                                       |
| Hundred de Sturdee          | 1892       | Condado de Hopetoun    | Renomeado de Hundred de Scherk em 1918                                                                                       |
| Hundred de Maude            | 1880       | Condado de Burra       | Renomeado de Hundred de Schomburgk em 1918                                                                                   |
| Hundred de Jutland          | 1851       | Condado de Sturt       | Renomeado de Hundred de South Rhine em 1918                                                                                  |
| Hundred de Allenby          | 1907       | Condado de Chandos     | Renomeado de Hundred de Von Doussa em 1918                                                                                   |
| Hundred de Von Doussa       | 1907       | Condado de Chandos     | Renomeado Hundred de Allenby em 1918                                                                                         |
| Hundred de Krichauff        | 1883       | Condado de Eyre        | Renomeado Hundred de Beatty em 1918                                                                                          |
| Hundred de Paech            | 1909       | Condado de Buckingham  | Renomeado Hundred de Cannawigara em 1918                                                                                     |
| Hundred de Basedow          | 1895       | Condado de Hanson      | Renomeado Hundred de French em 1918                                                                                          |
| Hundred de Pflaum           | 1907       | Condado de MacDonnell  | Renomeado Hundred de Geegeela em 1918                                                                                        |
| Hundred de Homburg          | 1885       | Condado de Musgrave    | Renomeado Hundred de Haig em 1918                                                                                            |
| Hundred de North Rhine      | 1851       | Condado de Eyre        | Renomeado Hundred de Jellicoe em 1918                                                                                        |
| Hundred de South Rhine      | 1851       | Condado de Sturt       | Renomeado Hundred de Jutland em 1918                                                                                         |
| Hundred de Schomburgk       | 1880       | Condado de Burra       | Renomeado Hundred de Maude em 1918                                                                                           |
| Hundred de Scherk           | 1892       | Condado de Hopetoun    | Renomeado Hundred de Sturdee em 1918                                                                                         |
| Hundred de Adelaide         | 1846       | Condado de Adelaide    | |
| Hundred de Barossa          | 1846       | Condado de Adelaide    | |
| Hundred de Kuitpo           | 1846       | Condado de Adelaide    | |
| Hundred de Munno Para       | 1846       | Condado de Adelaide    | |
| Hundred de Noarlunga        | 1846       | Condado de Adelaide    | |
| Hundred de Onkaparinga      | 1846       | Condado de Adelaide    | |
| Hundred de Para Wirra       | 1846       | Condado de Adelaide    | |
| Hundred de Port Adelaide    | 1846       | Condado de Adelaide    | |
| Hundred de Talunga          | 1846       | Condado de Adelaide    | |
| Hundred de Willunga         | 1846       | Condado de Adelaide    | |
| Hundred de Yatala           | 1846       | Condado de Adelaide    | |
| Hundred de Bakara           | 1893       | Condado de Albert      | |
| Hundred de Bandon           | 1898       | Condado de Albert      | |
| Hundred de Cadell           | 1860       | Condado de Albert      | |
| Hundred de Chesson          | 1912       | Condado de Albert      | |
| Hundred de Forster          | 1883       | Condado de Albert      | |
| Hundred de Holder           | 1893       | Condado de Albert      | |
| Hundred de Mantung          | 1893       | Condado de Albert      | |
| Hundred de Mindarie         | 1912       | Condado de Albert      | |
| Hundred de Moorook          | 1893       | Condado de Albert      | |
| Hundred de Murbko           | 1893       | Condado de Albert      | |
| Hundred de Nildottie        | 1878       | Condado de Albert      | |
| Hundred de Paisley          | 1860       | Condado de Albert      | |
| Hundred de Waikerie         | 1893       | Condado de Albert      | |
| Hundred de Allen            | 1912       | Condado de Alfred      | |
| Hundred de Bookpurnong      | 1893       | Condado de Alfred      | |
| Hundred de Gordon           | 1893       | Condado de Alfred      | |
| Hundred de Kekwick          | 1912       | Condado de Alfred      | |
| Hundred de McGorrery        | 1912       | Condado de Alfred      | |
| Hundred de Murtho           | 1893       | Condado de Alfred      | |
| Hundred de Paringa          | 1893       | Condado de Alfred      | |
| Hundred de Pyap             | 1893       | Condado de Alfred      | |
| Hundred de Barndioota       | 1881       | Condado de Blachford   | |
| Hundred de Cotabena         | 1888       | Condado de Blachford   | |
| Hundred de Warrakimbo       | 1888       | Condado de Blachford   | |
| Hundred de Wonoka           | 1877       | Condado de Blachford   | |
| Hundred de Woolyana         | 1880       | Condado de Blachford   | |
| Hundred de Pildappa         | 1913       | Condado de Bosanquet   | |
| Hundred de Bowhill          | 1893       | Condado de Buccleuch   | |
| Hundred de Carcuma          | 1929       | Condado de Buccleuch   | |
| Hundred de Coneybeer        | 1895       | Condado de Buccleuch   | |
| Hundred de Hooper           | 1899       | Condado de Buccleuch   | |
| Hundred de Kirkpatrick      | 1906       | Condado de Buccleuch   | |
| Hundred de Lewis            | 1902       | Condado de Buccleuch   | |
| Hundred de Livingston       | 1902       | Condado de Buccleuch   | |
| Hundred de Marmon Jabuk     | 1910       | Condado de Buccleuch   | |
| Hundred de McPherson        | 1910       | Condado de Buccleuch   | |
| Hundred de Molineux         | 1911       | Condado de Buccleuch   | |
| Hundred de Peake            | 1906       | Condado de Buccleuch   | |
| Hundred de Price            | 1906       | Condado de Buccleuch   | |
| Hundred de Roby             | 1899       | Condado de Buccleuch   | |
| Hundred de Sherlock         | 1899       | Condado de Buccleuch   | |
| Hundred de Strawbridge      | 1901       | Condado de Buccleuch   | |
| Hundred de Vincent          | 1898       | Condado de Buccleuch   | |
| Hundred de Wilson           | 1910       | Condado de Buccleuch   | |
| Hundred de Archibald        | 1906       | Condado de Buckingham  | |
| Hundred de Makin            | 1939       | Condado de Buckingham  | |
| Hundred de McCallum         | 1939       | Condado de Buckingham  | |
| Hundred de Pendleton        | 1909       | Condado de Buckingham  | |
| Hundred de Senior           | 1906       | Condado de Buckingham  | |
| Hundred de Shaugh           | 1939       | Condado de Buckingham  | |
| Hundred de Stirling         | 1886       | Condado de Buckingham  | |
| Hundred de Tatiara          | 1871       | Condado de Buckingham  | |
| Hundred de Willalooka       | 1921       | Condado de Buckingham  | |
| Hundred de Wirrega          | 1882       | Condado de Buckingham  | |
| Hundred de Apoinga          | 1851       | Condado de Burra       | |
| Hundred de Baldina          | 1875       | Condado de Burra       | |
| Hundred de Bright           | 1875       | Condado de Burra       | |
| Hundred de Bundey           | 1878       | Condado de Burra       | |
| Hundred de Hallett          | 1860       | Condado de Burra       | |
| Hundred de King             | 1878       | Condado de Burra       | |
| Hundred de Kingston         | 1860       | Condado de Burra       | |
| Hundred de Kooringa         | 1851       | Condado de Burra       | |
| Hundred de Lindley          | 1881       | Condado de Burra       | |
| Hundred de Mongolata        | 1875       | Condado de Burra       | |
| Hundred de Rees             | 1879       | Condado de Burra       | |
| Hundred de Tomkinson        | 1879       | Condado de Burra       | |
| Hundred de Barna            | 1917       | Condado de Buxton      | |
| Hundred de Buckleboo        | 1922       | Condado de Buxton      | |
| Hundred de Caralue          | 1917       | Condado de Buxton      | |
| Hundred de Cortlinye        | 1914       | Condado de Buxton      | |
| Hundred de Cunyarie         | 1922       | Condado de Buxton      | |
| Hundred de Kelly            | 1896       | Condado de Buxton      | |
| Hundred de Moseley          | 1914       | Condado de Buxton      | |
| Hundred de O'Connor         | 1925       | Condado de Buxton      | |
| Hundred de Panitya          | 1928       | Condado de Buxton      | |
| Hundred de Pinkawillinie    | 1922       | Condado de Buxton      | |
| Hundred de Solomon          | 1909       | Condado de Buxton      | |
| Hundred de Wilcherry        | 1924       | Condado de Buxton      | |
| Hundred de Yalanda          | 1917       | Condado de Buxton      | |
| Hundred de Colebatch        | 1938       | Condado de Cardwell    | |
| Hundred de Coombe           | 1906       | Condado de Cardwell    | |
| Hundred de Field            | 1938       | Condado de Cardwell    | |
| Hundred de Glyde            | 1864       | Condado de Cardwell    | |
| Hundred de Laffer           | 1921       | Condado de Cardwell    | |
| Hundred de McNamara         | 1938       | Condado de Cardwell    | |
| Hundred de Messent          | 1938       | Condado de Cardwell    | |
| Hundred de Neville          | 1864       | Condado de Cardwell    | |
| Hundred de Petherick        | 1938       | Condado de Cardwell    | |
| Hundred de Richards         | 1938       | Condado de Cardwell    | |
| Hundred de Santo            | 1864       | Condado de Cardwell    | |
| Hundred de Wells            | 1938       | Condado de Cardwell    | |
| Hundred de Borda            | 1960       | Condado de Carnarvon   | |
| Hundred de Cassini          | 1884       | Condado de Carnarvon   | |
| Hundred de Dudley           | 1874       | Condado de Carnarvon   | |
| Hundred de Duncan           | 1909       | Condado de Carnarvon   | |
| Hundred de Gosse            | 1931       | Condado de Carnarvon   | |
| Hundred de Haines           | 1883       | Condado de Carnarvon   | |
| Hundred de MacGillivray     | 1906       | Condado de Carnarvon   | |
| Hundred de McDonald         | 1910       | Condado de Carnarvon   | |
| Hundred de Menzies          | 1878       | Condado de Carnarvon   | |
| Hundred de Newland          | 1909       | Condado de Carnarvon   | |
| Hundred de Ritchie          | 1909       | Condado de Carnarvon   | |
| Hundred de Seddon           | 1908       | Condado de Carnarvon   | |
| Hundred de Auld             | 1912       | Condado de Chandos     | |
| Hundred de Bews             | 1894       | Condado de Chandos     | |
| Hundred de Billiatt         | 1912       | Condado de Chandos     | |
| Hundred de Cotton           | 1894       | Condado de Chandos     | |
| Hundred de Day              | 1929       | Condado de Chandos     | |
| Hundred de Fisk             | 1969       | Condado de Chandos     | |
| Hundred de Kingsford        | 1912       | Condado de Chandos     | |
| Hundred de Parilla          | 1894       | Condado de Chandos     | |
| Hundred de Peebinga         | 1912       | Condado de Chandos     | |
| Hundred de Pinnaroo         | 1894       | Condado de Chandos     | |
| Hundred de Quirke           | 1969       | Condado de Chandos     | |
| Hundred de Black Rock Plain | 1871       | Condado de Dalhousie   | |
| Hundred de Coomooroo        | 1875       | Condado de Dalhousie   | |
| Hundred de Erskine          | 1876       | Condado de Dalhousie   | |
| Hundred de Eurelia          | 1876       | Condado de Dalhousie   | |
| Hundred de Mannanarie       | 1871       | Condado de Dalhousie   | |
| Hundred de Morgan           | 1876       | Condado de Dalhousie   | |
| Hundred de Oladdie          | 1876       | Condado de Dalhousie   | |
| Hundred de Pekina           | 1871       | Condado de Dalhousie   | |
| Hundred de Tarcowie         | 1871       | Condado de Dalhousie   | |
| Hundred de Walloway         | 1875       | Condado de Dalhousie   | |
| Hundred de Yalpara          | 1876       | Condado de Dalhousie   | |
| Hundred de Yongala          | 1871       | Condado de Dalhousie   | |
| Hundred de Barunga          | 1869       | Condado de Daly        | |
| Hundred de Cameron          | 1869       | Condado de Daly        | |
| Hundred de Clinton          | 1862       | Condado de Daly        | |
| Hundred de Kadina           | 1862       | Condado de Daly        | |
| Hundred de Kulpara          | 1862       | Condado de Daly        | |
| Hundred de Mundoora         | 1874       | Condado de Daly        | |
| Hundred de Ninnes           | 1874       | Condado de Daly        | |
| Hundred de Redhill          | 1869       | Condado de Daly        | |
| Hundred de Tickera          | 1874       | Condado de Daly        | |
| Hundred de Tiparra          | 1862       | Condado de Daly        | |
| Hundred de Wallaroo         | 1862       | Condado de Daly        | |
| Hundred de Wiltunga         | 1874       | Condado de Daly        | |
| Hundred de Wokurna          | 1874       | Condado de Daly        | |
| Hundred de Carawa           | 1893       | Condado de Dufferin    | |
| Hundred de Hague            | 1893       | Condado de Dufferin    | |
| Hundred de Haslam           | 1893       | Condado de Dufferin    | |
| Hundred de Koolgera         | 1916       | Condado de Dufferin    | |
| Hundred de Nunnyah          | 1913       | Condado de Dufferin    | |
| Hundred de Perlubie         | 1895       | Condado de Dufferin    | |
| Hundred de Petina           | 1893       | Condado de Dufferin    | |
| Hundred de Pureba           | 1922       | Condado de Dufferin    | |
| Hundred de Wallala          | 1913       | Condado de Dufferin    | |
| Hundred de Walpuppie        | 1913       | Condado de Dufferin    | |
| Hundred de Yantanabie       | 1913       | Condado de Dufferin    | |
| Hundred de Anna             | 1860       | Condado de Eyre        | |
| Hundred de Bagot            | 1860       | Condado de Eyre        | |
| Hundred de Bower            | 1882       | Condado de Eyre        | |
| Hundred de Brownlow         | 1883       | Condado de Eyre        | |
| Hundred de Dutton           | 1858       | Condado de Eyre        | |
| Hundred de Eba              | 1860       | Condado de Eyre        | |
| Hundred de English          | 1866       | Condado de Eyre        | |
| Hundred de Fisher           | 1860       | Condado de Eyre        | |
| Hundred de Hay              | 1860       | Condado de Eyre        | |
| Hundred de Neales           | 1866       | Condado de Eyre        | |
| Hundred de Skurray          | 1860       | Condado de Eyre        | |
| Hundred de Carribie         | 1878       | Condado de Fergusson   | |
| Hundred de Coonarie         | 1878       | Condado de Fergusson   | |
| Hundred de Cunningham       | 1873       | Condado de Fergusson   | |
| Hundred de Curramulka       | 1874       | Condado de Fergusson   | |
| Hundred de Dalrymple        | 1872       | Condado de Fergusson   | |
| Hundred de Kilkerran        | 1872       | Condado de Fergusson   | |
| Hundred de Koolywurtie      | 1874       | Condado de Fergusson   | |
| Hundred de Maitland         | 1872       | Condado de Fergusson   | |
| Hundred de Melville         | 1869       | Condado de Fergusson   | |
| Hundred de Minlacowie       | 1874       | Condado de Fergusson   | |
| Hundred de Moorowie         | 1869       | Condado de Fergusson   | |
| Hundred de Muloowurtie      | 1874       | Condado de Fergusson   | |
| Hundred de Para Wurlie      | 1869       | Condado de Fergusson   | |
| Hundred de Ramsay           | 1872       | Condado de Fergusson   | |
| Hundred de Warrenben        | 1878       | Condado de Fergusson   | |
| Hundred de Wauraltee        | 1874       | Condado de Fergusson   | |
| Hundred de Cummins          | 1903       | Condado de Flinders    | |
| Hundred de Flinders         | 1903       | Condado de Flinders    | |
| Hundred de Hutchison        | 1867       | Condado de Flinders    | |
| Hundred de Koppio           | 1867       | Condado de Flinders    | |
| Hundred de Lake Wangary     | 1871       | Condado de Flinders    | |
| Hundred de Lincoln          | 1851       | Condado de Flinders    | |
| Hundred de Louth            | 1851       | Condado de Flinders    | |
| Hundred de Mortlock         | 1904       | Condado de Flinders    | |
| Hundred de Sleaford         | 1871       | Condado de Flinders    | |
| Hundred de Stokes           | 1878       | Condado de Flinders    | |
| Hundred de Uley             | 1871       | Condado de Flinders    | |
| Hundred de Ulipa            | 1879       | Condado de Flinders    | |
| Hundred de Wanilla          | 1871       | Condado de Flinders    | |
| Hundred de Warrow           | 1869       | Condado de Flinders    | |
| Hundred de Yaranyacka       | 1872       | Condado de Flinders    | |
| Hundred de Appila           | 1871       | Condado de Frome       | |
| Hundred de Baroota          | 1878       | Condado de Frome       | |
| Hundred de Booleroo         | 1875       | Condado de Frome       | |
| Hundred de Coonatto         | 1876       | Condado de Frome       | |
| Hundred de Darling          | 1891       | Condado de Frome       | |
| Hundred de Davenport        | 1860       | Condado de Frome       | |
| Hundred de Gregory          | 1858       | Condado de Frome       | |
| Hundred de Pinda            | 1876       | Condado de Frome       | |
| Hundred de Telowie          | 1874       | Condado de Frome       | |
| Hundred de Willochra        | 1875       | Condado de Frome       | |
| Hundred de Willowie         | 1875       | Condado de Frome       | |
| Hundred de Winninowie       | 1878       | Condado de Frome       | |
| Hundred de Wongyarra        | 1851       | Condado de Frome       | |
| Hundred de Woolundunga      | 1875       | Condado de Frome       | |
| Hundred de Alma             | 1856       | Condado de Gawler      | |
| Hundred de Balaklava        | 1856       | Condado de Gawler      | |
| Hundred de Dalkey           | 1856       | Condado de Gawler      | |
| Hundred de Dublin           | 1856       | Condado de Gawler      | |
| Hundred de Grace            | 1856       | Condado de Gawler      | |
| Hundred de Inkerman         | 1856       | Condado de Gawler      | |
| Hundred de Mudla Wirra      | 1847       | Condado de Gawler      | |
| Hundred de Port Gawler      | 1851       | Condado de Gawler      | |
| Hundred de Bendleby         | 1877       | Condado de Granville   | |
| Hundred de Eurilpa          | 1877       | Condado de Granville   | |
| Hundred de McCulloch        | 1886       | Condado de Granville   | |
| Hundred de Uroonda          | 1877       | Condado de Granville   | |
| Hundred de Wirreanda        | 1877       | Condado de Granville   | |
| Hundred de Yanyarrie        | 1877       | Condado de Granville   | |
| Hundred de Yednalue         | 1877       | Condado de Granville   | |
| Hundred de Benara           | 1862       | Condado de Grey        | |
| Hundred de Blanche          | 1858       | Condado de Grey        | |
| Hundred de Caroline         | 1862       | Condado de Grey        | |
| Hundred de Gambier          | 1858       | Condado de Grey        | |
| Hundred de Grey             | 1858       | Condado de Grey        | |
| Hundred de Hindmarsh        | 1858       | Condado de Grey        | |
| Hundred de Kennion          | 1883       | Condado de Grey        | |
| Hundred de Kongorong        | 1862       | Condado de Grey        | |
| Hundred de Lake George      | 1871       | Condado de Grey        | |
| Hundred de MacDonnell       | 1861       | Condado de Grey        | |
| Hundred de Mayurra          | 1869       | Condado de Grey        | |
| Hundred de Mingbool         | 1867       | Condado de Grey        | |
| Hundred de Monbulla         | 1861       | Condado de Grey        | |
| Hundred de Mount Muirhead   | 1869       | Condado de Grey        | |
| Hundred de Nangwarry        | 1867       | Condado de Grey        | |
| Hundred de Penola           | 1861       | Condado de Grey        | |
| Hundred de Riddoch          | 1883       | Condado de Grey        | |
| Hundred de Rivoli Bay       | 1871       | Condado de Grey        | |
| Hundred de Short            | 1883       | Condado de Grey        | |
| Hundred de Symon            | 1855       | Condado de Grey        | |
| Hundred de Young            | 1858       | Condado de Grey        | |
| Hundred de Katarapko        | 1922       | Condado de Hamley      | |
| Hundred de Loveday          | 1923       | Condado de Hamley      | |
| Hundred de Adams            | 1895       | Condado de Hanson      | |
| Hundred de Arkaba           | 1877       | Condado de Hanson      | |
| Hundred de Moralana         | 1895       | Condado de Hanson      | |
| Hundred de Warcowie         | 1895       | Condado de Hanson      | |
| Hundred de Cavenagh         | 1878       | Condado de Herbert     | |
| Hundred de Coglin           | 1878       | Condado de Herbert     | |
| Hundred de Minburra         | 1877       | Condado de Herbert     | |
| Hundred de Nackara          | 1880       | Condado de Herbert     | |
| Hundred de Paratoo          | 1880       | Condado de Herbert     | |
| Hundred de Waroonee         | 1880       | Condado de Herbert     | |
| Hundred de Alexandrina      | 1851       | Condado de Hindmarsh   | |
| Hundred de Bremer           | 1851       | Condado de Hindmarsh   | |
| Hundred de Encounter Bay    | 1846       | Condado de Hindmarsh   | |
| Hundred de Goolwa           | 1846       | Condado de Hindmarsh   | |
| Hundred de Kondoparinga     | 1846       | Condado de Hindmarsh   | |
| Hundred de Macclesfield     | 1846       | Condado de Hindmarsh   | |
| Hundred de Myponga          | 1846       | Condado de Hindmarsh   | |
| Hundred de Nangkita         | 1846       | Condado de Hindmarsh   | |
| Hundred de Strathalbyn      | 1850       | Condado de Hindmarsh   | |
| Hundred de Waitpinga        | 1846       | Condado de Hindmarsh   | |
| Hundred de Yankalilla       | 1846       | Condado de Hindmarsh   | |
| Hundred de Bice             | 1895       | Condado de Hopetoun    | |
| Hundred de Caldwell         | 1892       | Condado de Hopetoun    | |
| Hundred de Lucy             | 1894       | Condado de Hopetoun    | |
| Hundred de May              | 1894       | Condado de Hopetoun    | |
| Hundred de Miller           | 1892       | Condado de Hopetoun    | |
| Hundred de Russell          | 1895       | Condado de Hopetoun    | |
| Hundred de Trunch           | 1896       | Condado de Hopetoun    | |
| Hundred de Wookata          | 1902       | Condado de Hopetoun    | |
| Hundred de Boonerdo         | 1928       | Condado de Jervois     | |
| Hundred de Boothby          | 1878       | Condado de Jervois     | |
| Hundred de Brooker          | 1903       | Condado de Jervois     | |
| Hundred de Butler           | 1895       | Condado de Jervois     | |
| Hundred de Campoona         | 1895       | Condado de Jervois     | |
| Hundred de Charleston       | 1895       | Condado de Jervois     | |
| Hundred de Darke            | 1910       | Condado de Jervois     | |
| Hundred de Dixson           | 1903       | Condado de Jervois     | |
| Hundred de Glynn            | 1895       | Condado de Jervois     | |
| Hundred de Hambidge         | 1957       | Condado de Jervois     | |
| Hundred de Hawker           | 1878       | Condado de Jervois     | |
| Hundred de Heggaton         | 1910       | Condado de Jervois     | |
| Hundred de Hincks           | 1957       | Condado de Jervois     | |
| Hundred de James            | 1910       | Condado de Jervois     | |
| Hundred de Jamieson         | 1910       | Condado de Jervois     | |
| Hundred de Mangalo          | 1878       | Condado de Jervois     | |
| Hundred de Mann             | 1878       | Condado de Jervois     | |
| Hundred de McGregor         | 1895       | Condado de Jervois     | |
| Hundred de Miltalie         | 1878       | Condado de Jervois     | |
| Hundred de Minbrie          | 1878       | Condado de Jervois     | |
| Hundred de Moody            | 1903       | Condado de Jervois     | |
| Hundred de Murlong          | 1928       | Condado de Jervois     | |
| Hundred de Nicholls         | 1928       | Condado de Jervois     | |
| Hundred de Palkagee         | 1914       | Condado de Jervois     | |
| Hundred de Pascoe           | 1910       | Condado de Jervois     | |
| Hundred de Playford         | 1878       | Condado de Jervois     | |
| Hundred de Roberts          | 1907       | Condado de Jervois     | |
| Hundred de Rudall           | 1910       | Condado de Jervois     | |
| Hundred de Smeaton          | 1910       | Condado de Jervois     | |
| Hundred de Tooligie         | 1916       | Condado de Jervois     | |
| Hundred de Verran           | 1908       | Condado de Jervois     | |
| Hundred de Warren           | 1895       | Condado de Jervois     | |
| Hundred de Wilton           | 1897       | Condado de Jervois     | |
| Hundred de Yadnarie         | 1878       | Condado de Jervois     | |
| Hundred de Gumbowie         | 1877       | Condado de Kimberley   | |
| Hundred de Hardy            | 1880       | Condado de Kimberley   | |
| Hundred de Ketchowla        | 1880       | Condado de Kimberley   | |
| Hundred de Parnaroo         | 1878       | Condado de Kimberley   | |
| Hundred de Terowie          | 1871       | Condado de Kimberley   | |
| Hundred de Wonna            | 1878       | Condado de Kimberley   | |
| Hundred de Bagster          | 1890       | Condado de Kintore     | |
| Hundred de Burgoyne         | 1890       | Condado de Kintore     | |
| Hundred de Cohen            | 1890       | Condado de Kintore     | |
| Hundred de Giles            | 1890       | Condado de Kintore     | |
| Hundred de Keith            | 1894       | Condado de Kintore     | |
| Hundred de Kevin            | 1894       | Condado de Kintore     | |
| Hundred de Magarey          | 1890       | Condado de Kintore     | |
| Hundred de Nash             | 1890       | Condado de Kintore     | |
| Hundred de Cocata           | 1928       | Condado de Le Hunte    | |
| Hundred de Cootra           | 1926       | Condado de Le Hunte    | |
| Hundred de Corrobinnie      | 1957       | Condado de Le Hunte    | |
| Hundred de Hill             | 1927       | Condado de Le Hunte    | |
| Hundred de Kappakoola       | 1913       | Condado de Le Hunte    | |
| Hundred de Koongawa         | 1926       | Condado de Le Hunte    | |
| Hundred de Mamblin          | 1913       | Condado de Le Hunte    | |
| Hundred de Minnipa          | 1913       | Condado de Le Hunte    | |
| Hundred de Palabie          | 1913       | Condado de Le Hunte    | |
| Hundred de Peella           | 1957       | Condado de Le Hunte    | |
| Hundred de Pinbong          | 1922       | Condado de Le Hunte    | |
| Hundred de Pordia           | 1925       | Condado de Le Hunte    | |
| Hundred de Pygery           | 1913       | Condado de Le Hunte    | |
| Hundred de Wannamana        | 1913       | Condado de Le Hunte    | |
| Hundred de Warramboo        | 1913       | Condado de Le Hunte    | |
| Hundred de Wudinna          | 1913       | Condado de Le Hunte    | |
| Hundred de Yaninee          | 1913       | Condado de Le Hunte    | |
| Hundred de Belvidere        | 1851       | Condado de Light       | |
| Hundred de Gilbert          | 1851       | Condado de Light       | |
| Hundred de Julia Creek      | 1851       | Condado de Light       | |
| Hundred de Kapunda          | 1851       | Condado de Light       | |
| Hundred de Light            | 1851       | Condado de Light       | |
| Hundred de Moorooroo        | 1847       | Condado de Light       | |
| Hundred de Nuriootpa        | 1847       | Condado de Light       | |
| Hundred de Saddleworth      | 1851       | Condado de Light       | |
| Hundred de Waterloo         | 1851       | Condado de Light       | |
| Hundred de Beeamma          | 1921       | Condado de MacDonnell  | |
| Hundred de Binnum           | 1869       | Condado de MacDonnell  | |
| Hundred de Duffield         | 1864       | Condado de MacDonnell  | |
| Hundred de Geegeela         |            | Condado de MacDonnell  | |
| Hundred de Glen Roy         | 1871       | Condado de MacDonnell  | |
| Hundred de Hynam            | 1869       | Condado de MacDonnell  | |
| Hundred de Lacepede         | 1861       | Condado de MacDonnell  | |
| Hundred de Landseer         | 1888       | Condado de MacDonnell  | |
| Hundred de Lochaber         | 1869       | Condado de MacDonnell  | |
| Hundred de Marcollat        | 1888       | Condado de MacDonnell  | |
| Hundred de Minecrow         | 1878       | Condado de MacDonnell  | |
| Hundred de Murrabinna       | 1871       | Condado de MacDonnell  | |
| Hundred de Parsons          | 1884       | Condado de MacDonnell  | |
| Hundred de Peacock          | 1888       | Condado de MacDonnell  | |
| Hundred de Woolumbool       | 1888       | Condado de MacDonnell  | |
| Hundred de Castine          | 1891       | Condado de Manchester  | |
| Hundred de Copley           | 1891       | Condado de Manchester  | |
| Hundred de Gillen           | 1893       | Condado de Manchester  | |
| Hundred de Handyside        | 1891       | Condado de Manchester  | |
| Hundred de Jenkins          | 1892       | Condado de Manchester  | |
| Hundred de Barwell          | 1919       | Condado de Musgrave    | |
| Hundred de Blesing          | 1936       | Condado de Musgrave    | |
| Hundred de Colton           | 1876       | Condado de Musgrave    | |
| Hundred de Cowan            | 1929       | Condado de Musgrave    | |
| Hundred de Hudd             | 1936       | Condado de Musgrave    | |
| Hundred de Kappawanta       | 1936       | Condado de Musgrave    | |
| Hundred de Kiana            | 1879       | Condado de Musgrave    | |
| Hundred de McIntosh         | 1934       | Condado de Musgrave    | |
| Hundred de McLachlan        | 1895       | Condado de Musgrave    | |
| Hundred de Mitchell         | 1903       | Condado de Musgrave    | |
| Hundred de Peachna          | 1916       | Condado de Musgrave    | |
| Hundred de Pearce           | 1884       | Condado de Musgrave    | |
| Hundred de Shannon          | 1903       | Condado de Musgrave    | |
| Hundred de Squire           | 1894       | Condado de Musgrave    | |
| Hundred de Talia            | 1881       | Condado de Musgrave    | |
| Hundred de Tinline          | 1881       | Condado de Musgrave    | |
| Hundred de Ulyerra          | 1925       | Condado de Musgrave    | |
| Hundred de Ward             | 1876       | Condado de Musgrave    | |
| Hundred de Way              | 1876       | Condado de Musgrave    | |
| Hundred de Boolcunda        | 1876       | Condado de Newcastle   | |
| Hundred de Crozier          | 1880       | Condado de Newcastle   | |
| Hundred de Cudlamudla       | 1877       | Condado de Newcastle   | |
| Hundred de Kanyaka          | 1876       | Condado de Newcastle   | |
| Hundred de Moockra          | 1877       | Condado de Newcastle   | |
| Hundred de Palmer           | 1876       | Condado de Newcastle   | |
| Hundred de Pichi Richi      | 1878       | Condado de Newcastle   | |
| Hundred de Wyacca           | 1880       | Condado de Newcastle   | |
| Hundred de Yarrah           | 1880       | Condado de Newcastle   | |
| Hundred de Bowaka           | 1871       | Condado de Robe        | |
| Hundred de Bray             | 1877       | Condado de Robe        | |
| Hundred de Coles            | 1885       | Condado de Robe        | |
| Hundred de Comaum           | 1861       | Condado de Robe        | |
| Hundred de Conmurra         | 1878       | Condado de Robe        | |
| Hundred de Fox              | 1885       | Condado de Robe        | |
| Hundred de Jessie           | 1867       | Condado de Robe        | |
| Hundred de Joanna           | 1862       | Condado de Robe        | |
| Hundred de Joyce            | 1876       | Condado de Robe        | |
| Hundred de Killanoola       | 1861       | Condado de Robe        | |
| Hundred de Mount Benson     | 1871       | Condado de Robe        | |
| Hundred de Naracoorte       | 1867       | Condado de Robe        | |
| Hundred de Robertson        | 1867       | Condado de Robe        | |
| Hundred de Ross             | 1877       | Condado de Robe        | |
| Hundred de Smith            | 1885       | Condado de Robe        | |
| Hundred de Spence           | 1886       | Condado de Robe        | |
| Hundred de Townsend         | 1878       | Condado de Robe        | |
| Hundred de Waterhouse       | 1861       | Condado de Robe        | |
| Hundred de Addison          | 1910       | Condado de Robinson    | |
| Hundred de Bockelberg       | 1971       | Condado de Robinson    | |
| Hundred de Campbell         | 1888       | Condado de Robinson    | |
| Hundred de Carina           | 1915       | Condado de Robinson    | |
| Hundred de Chandada         | 1913       | Condado de Robinson    | |
| Hundred de Condada          | 1913       | Condado de Robinson    | |
| Hundred de Cungena          | 1913       | Condado de Robinson    | |
| Hundred de Downer           | 1883       | Condado de Robinson    | |
| Hundred de Finlayson        | 1893       | Condado de Robinson    | |
| Hundred de Forrest          | 1885       | Condado de Robinson    | |
| Hundred de Inkster          | 1913       | Condado de Robinson    | |
| Hundred de Kaldoonera       | 1913       | Condado de Robinson    | |
| Hundred de Karcultaby       | 1913       | Condado de Robinson    | |
| Hundred de Moorkitabie      | 1915       | Condado de Robinson    | |
| Hundred de Murray           | 1888       | Condado de Robinson    | |
| Hundred de Ripon            | 1885       | Condado de Robinson    | |
| Hundred de Rounsevell       | 1885       | Condado de Robinson    | |
| Hundred de Scott            | 1888       | Condado de Robinson    | |
| Hundred de Tarlton          | 1888       | Condado de Robinson    | |
| Hundred de Travers          | 1910       | Condado de Robinson    | |
| Hundred de Wallis           | 1910       | Condado de Robinson    | |
| Hundred de Witera           | 1891       | Condado de Robinson    | |
| Hundred de Wrenfordsley     | 1885       | Condado de Robinson    | |
| Hundred de Wright           | 1893       | Condado de Robinson    | |
| Hundred de Baker            | 1860       | Condado de Russell     | |
| Hundred de Bonney           | 1860       | Condado de Russell     | |
| Hundred de Burdett          | 1860       | Condado de Russell     | |
| Hundred de Coolinong        | 1872       | Condado de Russell     | |
| Hundred de Ettrick          | 1893       | Condado de Russell     | |
| Hundred de Jeffries         | 1936       | Condado de Russell     | |
| Hundred de Malcolm          | 1860       | Condado de Russell     | |
| Hundred de Seymour          | 1860       | Condado de Russell     | |
| Hundred de Younghusband     | 1860       | Condado de Russell     | |
| Hundred de Andrews          | 1864       | Condado de Stanley     | |
| Hundred de Ayers            | 1863       | Condado de Stanley     | |
| Hundred de Blyth            | 1860       | Condado de Stanley     | |
| Hundred de Boucaut          | 1867       | Condado de Stanley     | |
| Hundred de Clare            | 1850       | Condado de Stanley     | |
| Hundred de Everard          | 1867       | Condado de Stanley     | |
| Hundred de Goyder           | 1862       | Condado de Stanley     | |
| Hundred de Hall             | 1860       | Condado de Stanley     | |
| Hundred de Hanson           | 1860       | Condado de Stanley     | |
| Hundred de Hart             | 1864       | Condado de Stanley     | |
| Hundred de Koolunga         | 1869       | Condado de Stanley     | |
| Hundred de Milne            | 1860       | Condado de Stanley     | |
| Hundred de Stanley          | 1851       | Condado de Stanley     | |
| Hundred de Stow             | 1862       | Condado de Stanley     | |
| Hundred de Upper Wakefield  | 1850       | Condado de Stanley     | |
| Hundred de Yackamoorundie   | 1869       | Condado de Stanley     | |
| Hundred de Angas            | 1860       | Condado de Sturt       | |
| Hundred de Brinkley         | 1860       | Condado de Sturt       | |
| Hundred de Finniss          | 1860       | Condado de Sturt       | |
| Hundred de Freeling         | 1857       | Condado de Sturt       | |
| Hundred de Kanmantoo        | 1847       | Condado de Sturt       | |
| Hundred de Mobilong         | 1860       | Condado de Sturt       | |
| Hundred de Monarto          | 1847       | Condado de Sturt       | |
| Hundred de Ridley           | 1860       | Condado de Sturt       | |
| Hundred de Tungkillo        | 1851       | Condado de Sturt       | |
| Hundred de Bunyeroo         | 1881       | Condado de Taunton     | |
| Hundred de Carr             | 1877       | Condado de Taunton     | |
| Hundred de Edeowie          | 1881       | Condado de Taunton     | |
| Hundred de Nilpena          | 1881       | Condado de Taunton     | |
| Hundred de Oratunga         | 1895       | Condado de Taunton     | |
| Hundred de Parachilna       | 1881       | Condado de Taunton     | |
| Hundred de Anne             | 1863       | Condado de Victoria    | |
| Hundred de Belalie          | 1870       | Condado de Victoria    | |
| Hundred de Blacker          | 1893       | Condado de Victoria    | |
| Hundred de Bonython         | 1893       | Condado de Victoria    | |
| Hundred de Booyoolie        | 1871       | Condado de Victoria    | |
| Hundred de Bundaleer        | 1869       | Condado de Victoria    | |
| Hundred de Caltowie         | 1871       | Condado de Victoria    | |
| Hundred de Catt             | 1889       | Condado de Victoria    | |
| Hundred de Chillundie       | 1893       | Condado de Victoria    | |
| Hundred de Crystal Brook    | 1871       | Condado de Victoria    | |
| Hundred de Goode            | 1893       | Condado de Victoria    | |
| Hundred de Guthrie          | 1893       | Condado de Victoria    | |
| Hundred de Horn             | 1889       | Condado de Victoria    | |
| Hundred de Howe             | 1891       | Condado de Victoria    | |
| Hundred de Moule            | 1889       | Condado de Victoria    | |
| Hundred de Napperby         | 1874       | Condado de Victoria    | |
| Hundred de Narridy          | 1871       | Condado de Victoria    | |
| Hundred de O'Loughlin       | 1896       | Condado de Victoria    | |
| Hundred de Pethick          | 1929       | Condado de Victoria    | |
| Hundred de Pirie            | 1874       | Condado de Victoria    | |
| Hundred de Reynolds         | 1869       | Condado de Victoria    | |
| Hundred de Wallanippie      | 1893       | Condado de Victoria    | |
| Hundred de Wandana          | 1893       | Condado de Victoria    | |
| Hundred de Wandearah        | 1874       | Condado de Victoria    | |
| Hundred de Whyte            | 1869       | Condado de Victoria    | |
| Hundred de Yangya           | 1869       | Condado de Victoria    | |
| Hundred de Bartlett         | 1889       | Condado de Way         | |
| Hundred de Ash              | 1895       | Condado de York        | |
| Hundred de Batchelor        | 1895       | Condado de York        | |
| Hundred de Cultana          | 1940       | Condado de York        | |
| Hundred de Moonabie         | 1917       | Condado de York        | |
| Hundred de Nilginee         | 1917       | Condado de York        | |
| Hundred de Poynton          | 1895       | Condado de York        | |
| Hundred de Randell          | 1895       | Condado de York        | |
| Hundred de Markaranka       | 1915       | Condado de Young       | |
| Hundred de Parcoola         | 1915       | Condado de Young       | |
| Hundred de Pooginook        | 1915       | Condado de Young       | |
| Hundred de Stuart           | 1860       | Condado de Young       | |